# Isocírculo

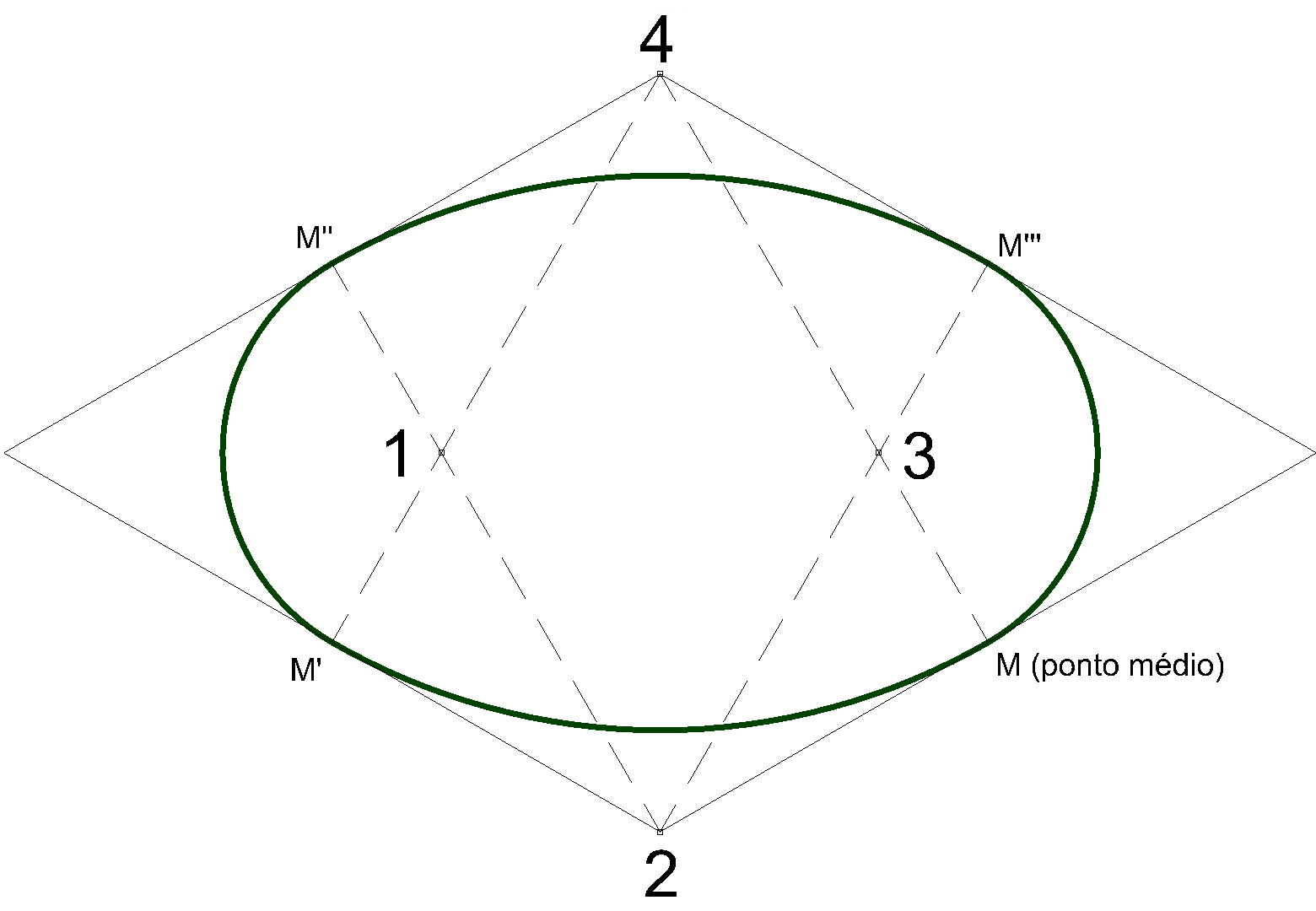
Isocírculo

Isocírculos nas faces de um cubo

O isocírculo é uma curva plana fechada, que é utilizada na perspectiva isométrica para a representação do círculo.
Há livros técnicos que o chamam de falsa elipse ou círculo isométrico. No desenho geométrico a construção remete a uma oval de quatro centros.
O traçado pode ser feito com régua e compasso ou com o par de esquadros e o compasso. Além do resultado gráfico ser satisfatório, a oval de quatro centros permite que o compasso seja utilizado no desenho da "elipse", evitando-se o traçado à mão livre ou com o auxílio da curva francesa.